# Legionella dumoffii
Espèce
Legionella dumoffii est une espèce de bactéries gram-négatives de la famille des Legionellaceae.

## Description
Les bactéries de l'espèce Legionella bozemanae sont des bacilles gram-négatifs.

## Taxonomie
Le nom correct complet (avec auteur) de ce taxon est Legionella dumoffii Brenner et al. 1980.
Legionella dumoffii a pour synonyme :
- Fluoribacter dumoffii (Brenner et al. 1980) Brown et al. 1981

### Étymologie
L'étymologie du nom de l'épithète pour l'espèce L. dumoffii est formée à partir du nom de Morris Dumoff, chercheur ayant isolé le premier cette bactérie sur un milieu de culture et se décompose ainsi : du.moff’i.i. N.L. gen. masc. n. dumoffii, de Dumoff, named after Morris Dumoff, who first isolated L. pneumophila directly on bacteriologic media ».